# R. Geraint Gruffydd
R. Geraint Gruffydd (9. června 1928 – 24. března 2015) byl velšský pedagog, odborník na velšský jazyk a literaturu. Narodil se v severovelšské vesnici Tal-y-bont. Studoval na Bangorské univerzitě a následně na oxfordské Jesus College. V letech 1970 až 1980 působil na Aberystwythské univerzitě a v letech 1980 až 1985 působil jako knihovník ve Velšské národní knihovně. Zemřel roku 2015 ve věku 86 let.